# Kotkowo (powiat ostródzki)
Kotkowo (niem. Katzendorf) – wieś w Polsce położona nad jeziorem Gil, w województwie warmińsko-mazurskim, w powiecie ostródzkim, w gminie Łukta.
W latach 1975–1998 miejscowość należała administracyjnie do województwa olsztyńskiego.